# Klasje naših ravni
Klasje naših ravni, časopis za književnost, umjetnost i znanost bačkih Hrvata.

## Povijest
Pokrenut je 1935. godine na poticaj biskupa Lajče Budanovića i mons. Blaška Rajića, u svojstvu književnog glasila Subotičke matice, kao «vanpolitički povremeni časopis». Od sredine tridesetih godina XX. stoljeća Matica je okupljala onodobnu bunjevačkohrvatsku elitu iz Subotice i Bačke, a Klasje je pokrenuto sa zadaćom pružiti rodu «plod našega duševnoga klasja», kako se navodi u proslovu. U Klasju surađuju mladi daroviti spisatelji, mahom sveučilištarci, jezikoslovci, odvjetnici, svećenici i dr. spomenimo samo Stjepana Bartolovića, Stipu Bešlina, Marka Čovića, Antu Jakšića, Aleksu Kokića, Jakova Kopilovića, Antu Sekulića … U međuratnom razdoblju tiskani su sljedeći svesci: 1., 1935., 2., 1935., 3., 1936., 4., 1936. i 5., 1938. U ratnom razdoblju Klasje izlazi u Zagrebu nakladom  Društva bačkih Hrvata, kao «povremeni časopis za istraživanje kulture, života i običaja bačko-baranjskih Hrvata», a tiskana su, također, tri sveska: 1., 1942., 1., 1943. i 1. – 2., 1944. Osvrćući se na značaj pojave Klasja naših ravni dopisni član HAZU Ante Sekulić, zapaža: «Moramo biti svjesni toga da je Klasje za to doba moderan književni časopis koji se rađa na zaprepaštenje svih onih režimskih osoba koje su nas olako, uz smiješak, počele otpisivati. Ono je izazvalo ne malu pozornost, nagovijestilo naše pojedinačne mogućnosti i darovitosti, te pokazalo omjer naše odlučnosti i riješenosti u borbi za materinski jezik, književnost i uljudbu kojoj pripadamo».
Časopis Klasje naših ravni obnovljen je kao glasilo subotičkog ogranka Matice hrvatske 1996. godine, od kada izlaze po dva broja na godinu, a 2001. objavljena je samo jedna sveska, dvobroj 1. – 2., te je tako zaa šest godina tiskano 11 brojeva u 10 svezaka (1, 1996; 2, 1996; 1, 1997; 2, 1997; 1, 1998; 2, 1998; 1, 1999; 2, 1999; 1, 2000., 2, 2000. i 1. – 2., 2001.). Od 2002. izlazi po šest brojeva u tri sveska, sve do 2005., kada je tiskano osam brojeva u četiri sveska, a od 2006. godišnje izlazi dvanaest brojeva u šest svezaka. Od 2006. godine Klasje izlazi u sunakladi s NIU Hrvatska riječ.
Klasje je dobitnik Nagrade Dušan Lopašić Matice hrvatske 2009.

## Suradnici u razdoblju 1935. – 1944.
- Josip Andrić, Josef Bánsky, Stjepan Bartolović, Stipe Bešlin, Luka Brajnović, Mato Brčić Kostić, Lajčo Budanović, Marko Čović, Veco Čović, Velimir Deželić, ml., Ivan Degrel, Bolto Dulić, August Đarmati, Ivan Esih, Tomislav Govorčin, Petar Grgec, Rudlof Horvat, Miroslav Hrvačić (Stemmer), Blaško Ivić, Ante Jakšić, Antun Jiroušek Martinčić, Antun Karagić, Mihovil Katanec, Katica Kojić, Aleksa Kokić, Jakov Kopilović, Anto Kopunović, Jeronim Korner, Vlado Kovačić, Ivan Kujundžić, Marija Kumičić, Franjka Mayer, Ivan Malagurski, Ljubomir Maraković, Vjekoslav Matanić, Alojzije Mišić, Vinko Nikolić, Vojislav Ostrogonac, Ivan Pernar, Vilim Peroš, Petar Pekić, Alojzije Poljaković, Ive Prćić, Bariša Radičev, Marin Radičev, Blaško Rajić, Stjepan Sekereš, Ante Sekulić, Ton Smerdel, Marin Šemudvarac, Albe Šokčić, Ante Šokčić, Marian Temeš, Nikola Toth, Ivan Trobentar, Vladislav Vlašić, Albe Vidaković, Joso Vidaković, Perica Vidaković, Jaga Vrkljan, Ljudevit Vujkovići dr.

## Poznati suradnici danas
Đuro Lončar

## Urednici
- Ivan Malagurski Tanar 1935. – 1936. i 1938.
- Marko Čović 1942. – 1943.
- Marin Radičev 1944.
- Bela Gabrić 1996. – 2001.
- Viktorija Grunčić 2002. – 2003.
- Od 2004. Uredništvo sačinjavaju: Lazar Merković, Milovan Miković (glavni urednik), Petko Vojnić Purčar i Stipan Stantić (odgovorni urednik), predsjednik Matice hrvatske Subotica.
- Od 2012. Uredništvo sačinjavaju: Lazar Merković, Milovan Miković (glavni urednik), Zvonko Sarić i Stipan Stantić (odgovorni urednik), predsjednik Matice hrvatske Subotica.

## Vanjske poveznice
- Klasje naših ravni  Arhivirana inačica izvorne stranice od 10. prosinca 2006. (Wayback Machine) (stara internetska adresa, danas neaktivna)
- Matica hrvatska  Arhivirana inačica izvorne stranice od 20. veljače 2021. (Wayback Machine)
- Hrvatska riječ Glasila – novine u bačkih Hrvata, 10. studenog 2003.
- Hrvatska riječ O nakladničkoj djelatnosti NIU Hrvatska riječ i književnom časopisu Klasje naših ravni
- Novi iseljenički naraštaj hrvatskih autora i nakladnika], Interliber, 7. – 11. studenoga 2006. FOKUS, 24. studenoga 2006.
- Vijenac br. 396  Arhivirana inačica izvorne stranice od 5. studenoga 2009. (Wayback Machine) Nagrada Dušan Lopašić za uređivanje Klasja naših ravni 2007. – 2009., 7. svibnja 2009.
- Subotica.info[neaktivna poveznica] Festival ogranaka Matice hrvatske iz Pečuha, Osijeka, Tuzle i Subotice – u Subotici, 14. svibnja 2009.